# Progresso Associação do Sambizanga
Progresso Associação do Sambizanga ist ein Fußballverein aus Luanda, der Hauptstadt von Angola. Der Verein wird häufig als die „Sambilas“ bezeichnet. Er spielt in der höchsten angolanischen Liga, dem Girabola.

## Geschichte
Gegründet wurde der Verein am 17. November 1975, 6 Tage nach der Unabhängigkeit des Landes von Portugal. Er entstand durch den Zusammenschluss der drei Vereine Juventude Unida do Bairro Alfredo (JUBA), Juventista und Vaza, sämtlich aus dem Viertel Sambizanga, heute eine Gemeinde der Stadt Luanda.
In den 1980er Jahren weitete der Verein seine internationalen Kontakte aus. So war er der erste afrikanische Club, der im legendären Maracanã in Rio de Janeiro spielte. Später dehnte der Verein seine Aktivitäten auch auf andere Sportarten aus. Neben der erfolgreichen Frauenfußballabteilung kamen noch Leichtathletik, Segeln, Tennis, Volleyball und Schach dazu.
Seinen ersten Titel im Profi-Fußball konnte Progresso 1996 erringen, mit dem Gewinn des Landespokals (Taça de Angola).
Seine Heimspiele trug der Verein in wechselnden Stadien aus, so im Estádio Cidadela, Estádio dos Coqueiros oder im 4.000 Zuschauer fassenden Estádio de São Paulo. Inzwischen ist das Estádio Mário Santiago das Heimatstadion des Progresso. Ende 2013 wurde die Absicht des Vereins bekannt, das Stadion von der Stadtverwaltung Luanda zu übernehmen.

## Erfolge
- Taça de Angola: 1996 (Landespokal)

## Statistik in den CAF-Wettbewerben
| Wettbewerb                    | Runde    | Gegner            | Hinspiel | Rückspiel |  |
| ----------------------------- | -------- | ----------------- | -------- | --------- |  |
|                               |          |                   |          |           |  |
| African Cup Winners’ Cup 1997 | 1. Runde | FC 105 Libreville | 0:2 (A)  | 1:0 (H)   |  |

## Trikot
- Gelb/schwarz

| 2007 (Heim) | 2014 (Heim) | 2018 (Heim) |